# Шевченко, Дмитрий Эдуардович
Дмитрий Эдуардович Шевченко (род. 15 декабря 1995, Щёкино, Тульская область) — российский хоккеист, нападающий. В 2018—2022 годах также имел казахстанское гражданство, выступал за сборную Казахстана.

## Биография
Дмитрий Шевченко родился 15 декабря 1995 года в городе Щёкино Тульской области.
Начал заниматься хоккеем в 3-летнем возрасте по инициативе отца. С 5 лет тренировался в щёкинском «Корде», впоследствии выступал за его юношескую команду в первенстве Тульской области.

### Клубная карьера
Позже перебрался в воскресенский «Химик», затем перебазировавшийся в Мытищи и переименованный в «Атлант», играл в юношеских и юниорских командах клуба.
В сезоне-2013/14 дебютировал в Молодёжной хоккейной лиге в составе «Мытищинских атлантов», в 30 матчах набрал 7 (2+5) очков. Там же провёл и следующий сезон, завершив его с более внушительной статистикой — 22 (13+9) очка в 52 поединках.
В 2015 году стал игроком системы московского «Динамо». В сезоне-2015/16 провёл 3 матча в МХЛ за ХК МВД из Балашихи, но по большей части выступал в ВХЛ за балашихинское «Динамо», набрав в 59 матчах 15 (8+7) очков.
В сезоне-2016/17 в составе балашихинского «Динамо» завоевал главный трофей ВХЛ — Кубок Братины, набрав 10 (8+2) очков в 39 играх. 14 января 2017 года участвовал в «Русской классике ВХЛ»: балашихинское «Динамо» при его участии проиграло воскресенскому «Химику» — 1:3.
Летом 2017 года балашихинское «Динамо» было расформировано, в результате чего Шевченко получил статус неограниченно свободного агента и заключил контракт с казахстанским «Барысом». 24 августа 2017 года провёл в его составе первый в карьере матч в КХЛ, а 18 октября забросил первую шайбу на высшем уровне, поразив ворота владивостокского «Адмирала». Всего в течение сезона-2017/18 забросил 4 шайбы в 39 матчах КХЛ. Также играл за усть-каменогорское «Торпедо» в ВХЛ и астанинский «Номад», в составе которого стал серебряным призёром чемпионата Казахстана.
В сезоне-2018/19 набрал 16 (8+8) очков в 74 матчах за «Барыс», добравшийся до четвертьфинала Кубка Гагарина. В сезоне-2019/20 на счету Шевченко 14 (4+10) очков в 58 играх за «Барыс», в сезоне-2020/21 — 6 (1+5) очков в 52 матчах.
В мае 2021 года перешёл в омский «Авангард», заключив 2-летний контракт. По словам генерального менеджера клуба Алексея Волкова, Шевченко — быстрый и габаритный хоккеист, универсальный нападающий, способный навязывать и выигрывать единоборства.
В сезоне-2021/22 сыграл за «Авангард» 22 матча в КХЛ, забросил 1 шайбу. Сезон-2022/23 также начал в омской команде (17 матчей, 1+1), но по ходу розыгрыша вернулся в «Барыс» (29 матчей, 6+5).
В мае 2023 года окончил Высшую школу тренеров.
Летом 2023 года перешёл в хабаровский «Амур». В феврале 2025 года клуб расторг контракт, выплатив Шевченко 10 млн рублей.

### Карьера в сборной Казахстана
В сезоне-2017/18 получил гражданство Казахстана, чтобы иметь возможность выступать за сборную страны.
25 апреля 2019 года провёл первый матч и забросил первую шайбу в составе сборной Казахстана в товарищеском матче против Беларуси (4:5 в серии штрафных бросков). В 2019 году в составе казахстанцев выиграл первый дивизион чемпионата мира, проведя 5 матчей и набрав 2 (1+1) очка.
В феврале 2020 года участвовал в квалификационном турнире зимних Олимпийских игр 2022 года, провёл 3 матча, набрал 2 (1+1) очка.
В феврале 2021 года провёл 2 матча в рамках международного турнира Kazakhstan Hockey Open, забросил 1 шайбу.
В 2021 году сыграл на чемпионате мира в Риге, где казахстанцы заняли 10-е место. Провёл 7 матчей, забросил 1 шайбу в ворота сборной Норвегии.
6 декабря 2022 года лишён гражданства Казахстана, после того как республиканское МВД обнаружило наличие у него российского гражданства. По законодательству гражданин Казахстана не может иметь паспорт другого государства.

## Статистика
| Легенда | Легенда                    | Легенда | Легенда                   | Легенда | Легенда    |
| ------- | -------------------------- | ------- | ------------------------- | ------- | ---------- |
| И       | Количество проведённых игр | Штр     | Штрафное время            | +/−     | Плюс-минус |
| Г       | Голы                       | П       | Голевые передачи          | О       | Очки       |
| -       | Статистика неизвестна      | —       | Статистика не учитывалась |         |            |

## Семья
Отец — Эдуард Трофимович Шевченко (род. 1967), хоккеист, игравший на позиции защитника за щёкинский «Корд» во второй лиге первенства СССР и России.
Жена — Галина Кива, фотомодель. Поженились в 2019 году.